# Sea Slug
Sea Slug byl námořní protiletadlový raketový komplet středního dosahu vyvinutý zbrojovkou Armstrong Whitworth. Sloužil zejména k ničení vysoko letících bombardérů. Sekundárně mohly být střely použity také proti hladinovým cílům. Britské královské námořnictvo střelu zavedlo roku 1962. Jejím jediným zahraničním uživatelem bylo Chile.

## Vývoj

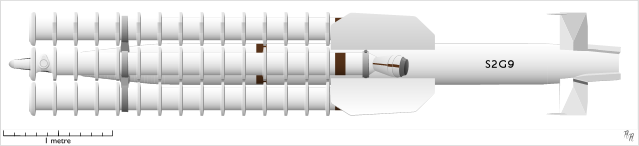
Střela Sea Slug

Střela Sea Slug byla vyvinuta v letech 1949–1962 britskou zbrojovkou Armstrong Whitworth. Primárně měla sloužit k ničení vysoko letících bombardérů. Roku 1959 byla úspěšně testována z paluby zkušební lodě HMS Girdle Ness a schválena pro sériovou výrobu. Do služby byla zavedena roku 1962 společně se svými nosiči – torpédoborci třídy County.

## Popis

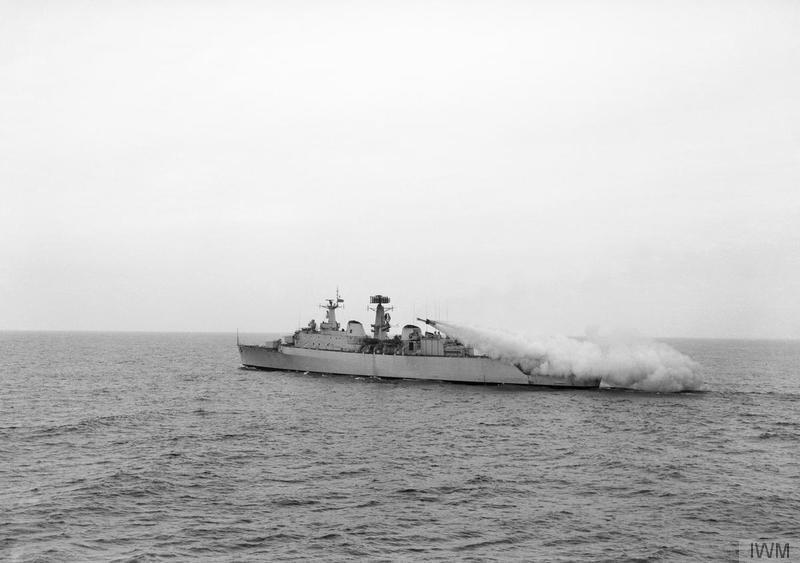
Odpálení střely Sea Slug z torpédoborce HMS Devonshire (D02)

Rozměrná střela měla válcový trup a obdélníkové řídící a ocasní plochy, uspořádané do kříže. Poháněl je raketový motor na tuhé pohonné látky Foxhound a čtyři urychlovací raketové motory Gosling. Systém využíval přehledový radar typu 965 a rádiový výškoměr typu 277, přičemž ozařování cíle zajistil radar typu 901.

## Verze
- Sea Slug Mk 1 / GWS.1 – Základní verze střely. Nesly ji první čtyři torpédoborce třídy County.[2]

- Sea Slug Mk 2 / GWS.2 – Modernizovaná výkonnější verze. Byla přesnější, účinnější proti nízkoletícím a hladinovým cílům. Zároveň byla odolnější proti elektronickému rušení. Byly jí vybaveny zbylé čtyři torpédoborce třídy County.[2]

## Operační služba

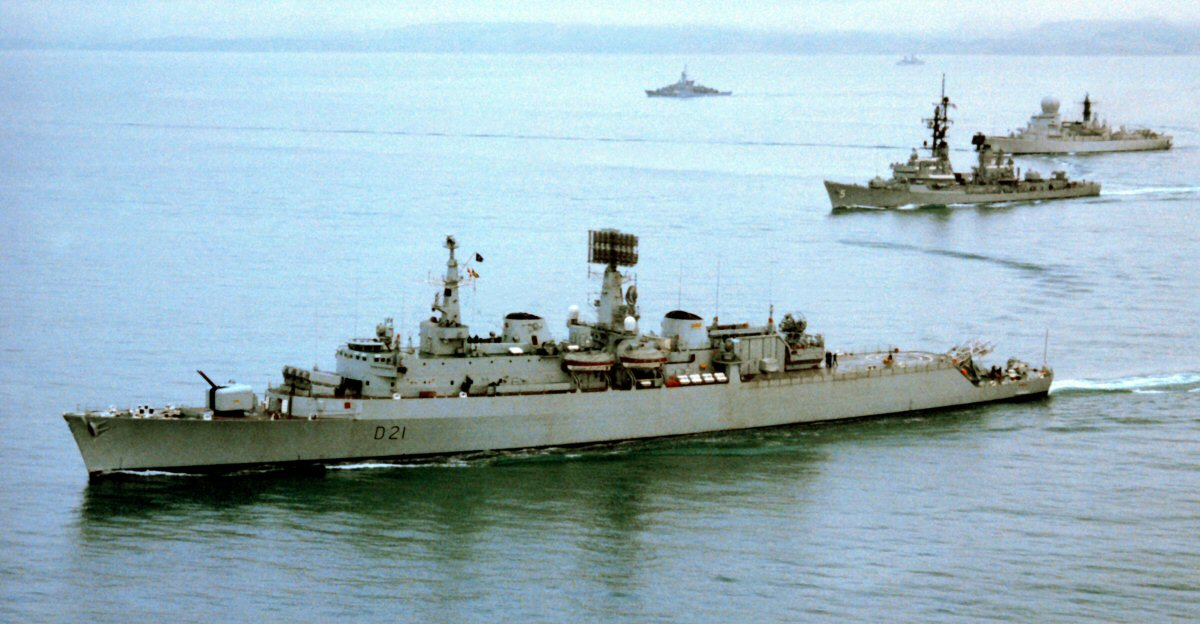
HMS Norfolk (D21). Odpalovací zařízení střel Sea Slug je patrné na zádi.

Střely Sea Slug byly poprvé bojově nasazeny ve falklandské válce. Nasazeny byly střelami Sea Slug Mk 2 vyzbrojené torpédoborce Glamorgan a Antrim. Střela tehdy již byla zastaralá a nedosáhla žádného sestřelu.

## Uživatelé
- Chile
  - Chilské námořnictvo – Zakoupilo čtyři vyřazené britské torpédoborce třídy County. Na plavidlech Prat (ex Norfolk) a Almirante Cochrane (ex Antrim) byl ponechán instalovaný systém Sea Slug Mk 2, který až později nahradil moderní systém Barak.[2]

- Spojené království
  - Britské královské námořnictvo – Torpédoborce třídy County.[2]

## Základní technické údaje (Sea Slug Mk1 / Mk2)
- Délka: 5,99 m / 6,1 m
- Průměr těla: 409 mm
- Rozpětí: 1,45 m
- Hmotnost: 1996 kg
- Dosah: 45 km / 68 km
- Dostup: 15 240 m
- Rychlost:
- Navádění: radarovým paprskem
- Hmotnost hlavice: 135 kg